# Noctua virescens
Heliothis virescens là một loài bướm đêm trong họ Noctuidae. Loài bướm này được tìm thấy trên khắp miền đông và tây nam Hoa Kỳ cùng với các bộ phận của Trung Mỹ và Nam Mỹ.
Nó là loài gây hại chính cho các loại cây trồng trên đồng ruộng bao gồm thuốc lá (như tên gọi chung của nó cho thấy) và bông. Tuy nhiên, nó có thể phát triển mạnh trên nhiều loại cây ký chủ khác nhau từ trái cây, rau, hoa và cỏ dại. Loài này còn được ghi nhận trên các loại cây Penstemon laevigatus, Desmodium, Lespedeza bicolor, Medicago lupulina, Geranium dissectum, Rhexia, Rumex, Physalis, Lonicera japonica, Lupinus, Ipomoea, Jacquemontia tamnifolia, Passiflora, Sida spinosa, Helianthus, Linaria canadensis, và Abutilon theophrasti.
Việc kiểm soát loài gây hại này đã được chứng minh là đặc biệt khó khăn do nhiều yếu tố , nhưng khả năng kháng thuốc bảo vệ thực vật và thuốc trừ sâu trên diện rộng đã được chứng minh là đặc biệt đáng quan tâm.
Chloridea virescens trước đây được dặt trong chi Heliothis, nhưng đã được chuyển sang chi Chloridea là kết quả của nghiên cứu di truyền và hình thái học được công bố vào năm 2013.

## Hình ảnh

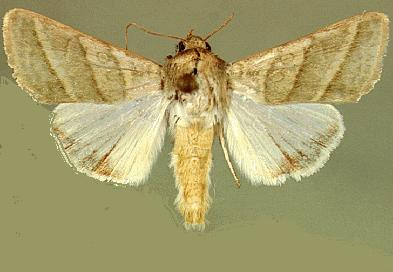
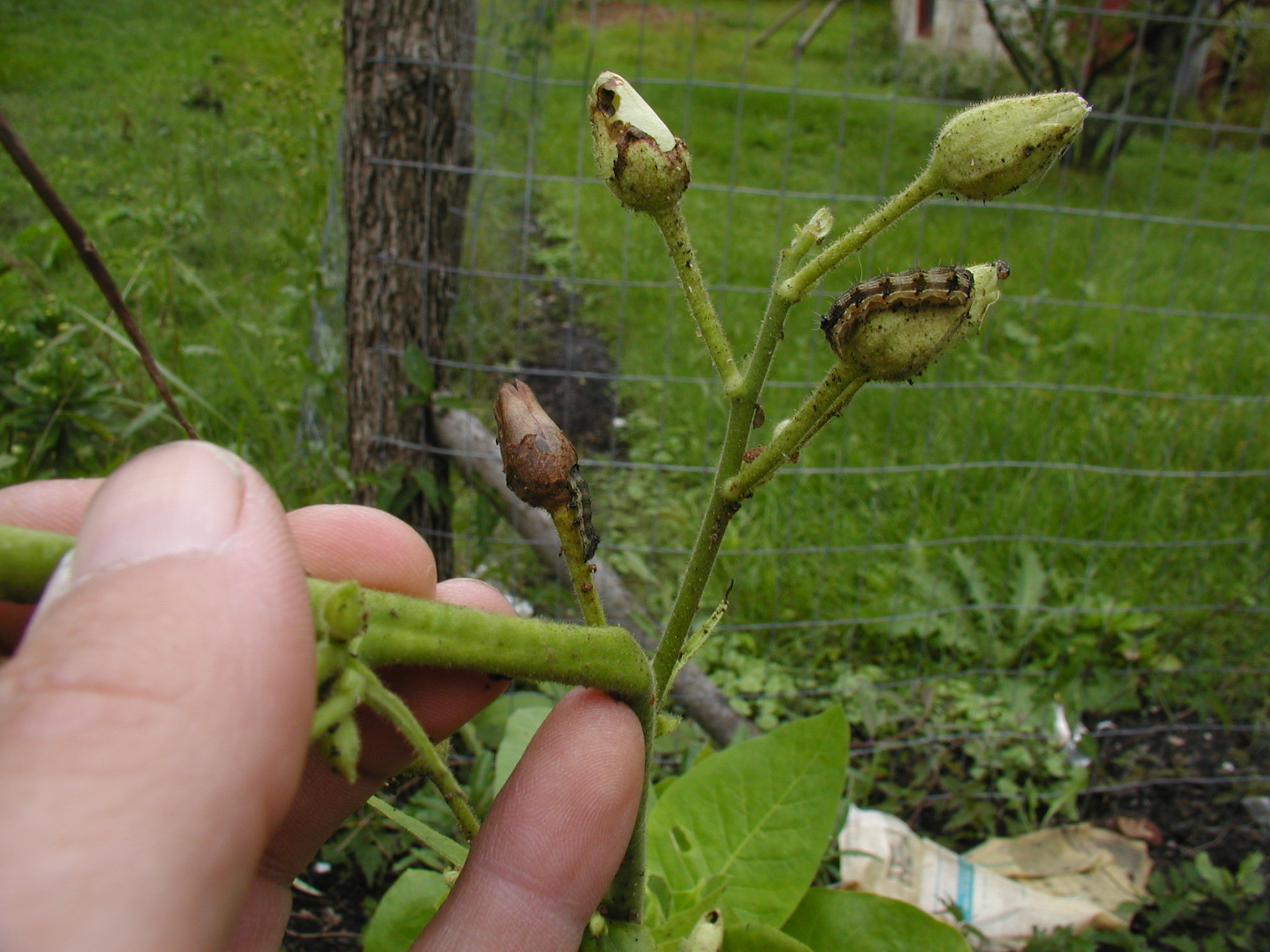
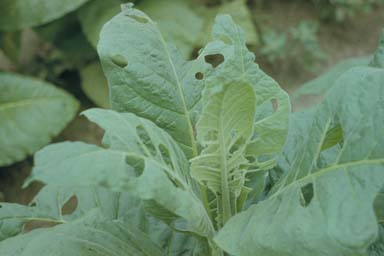
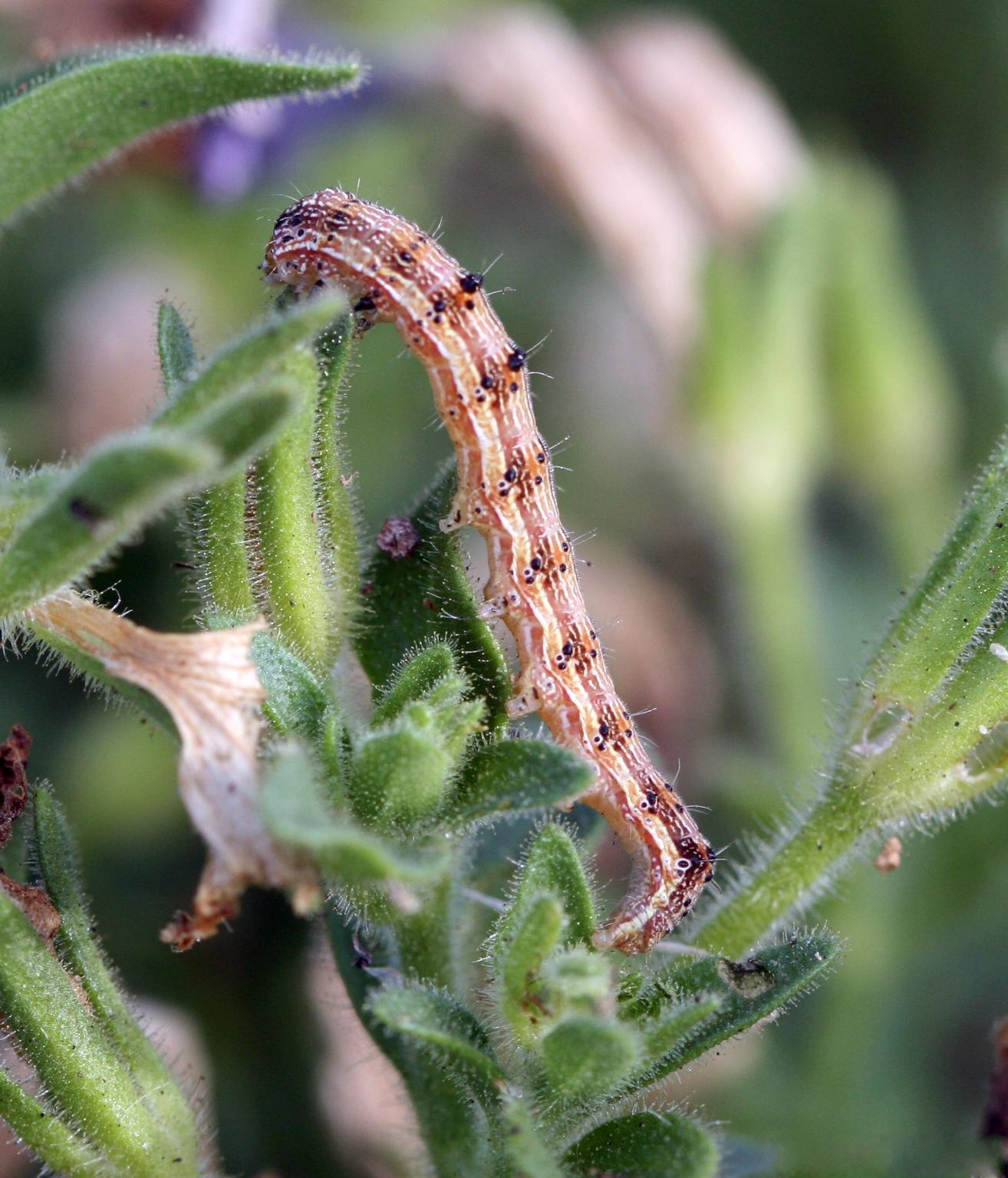